# Synopsidia tekkearia
Synopsidia tekkearia là một loài bướm đêm trong họ Geometridae.